# Crowell Island
Crowell Island – niezamieszkana wyspa w Zatoce Frobishera, w Archipelagu Arktycznym, w regionie Qikiqtaaluk, na terytorium Nunavut, w Kanadzie. W pobliżu Crowell Island położone są wyspy: Anchorage Island, Dog Island, Kungo Island, Luella Island i Quadrifid Island.